# کوتارو یامازاکی
کوتارو یامازاکی (انگلیسی: Kotaro Yamazaki؛ زادهٔ ۱۹ اکتبر ۱۹۷۸) بازیکن فوتبال اهل ژاپن است.
از باشگاه‌هایی که در آن بازی کرده‌است می‌توان به باشگاه فوتبال شیمیزو اس-پالس و باشگاه فوتبال ناگویا گرامپوس اشاره کرد.
وی همچنین در تیم ملی فوتبال زیر ۱۷ سال ژاپن بازی کرده‌است.